# 千姬

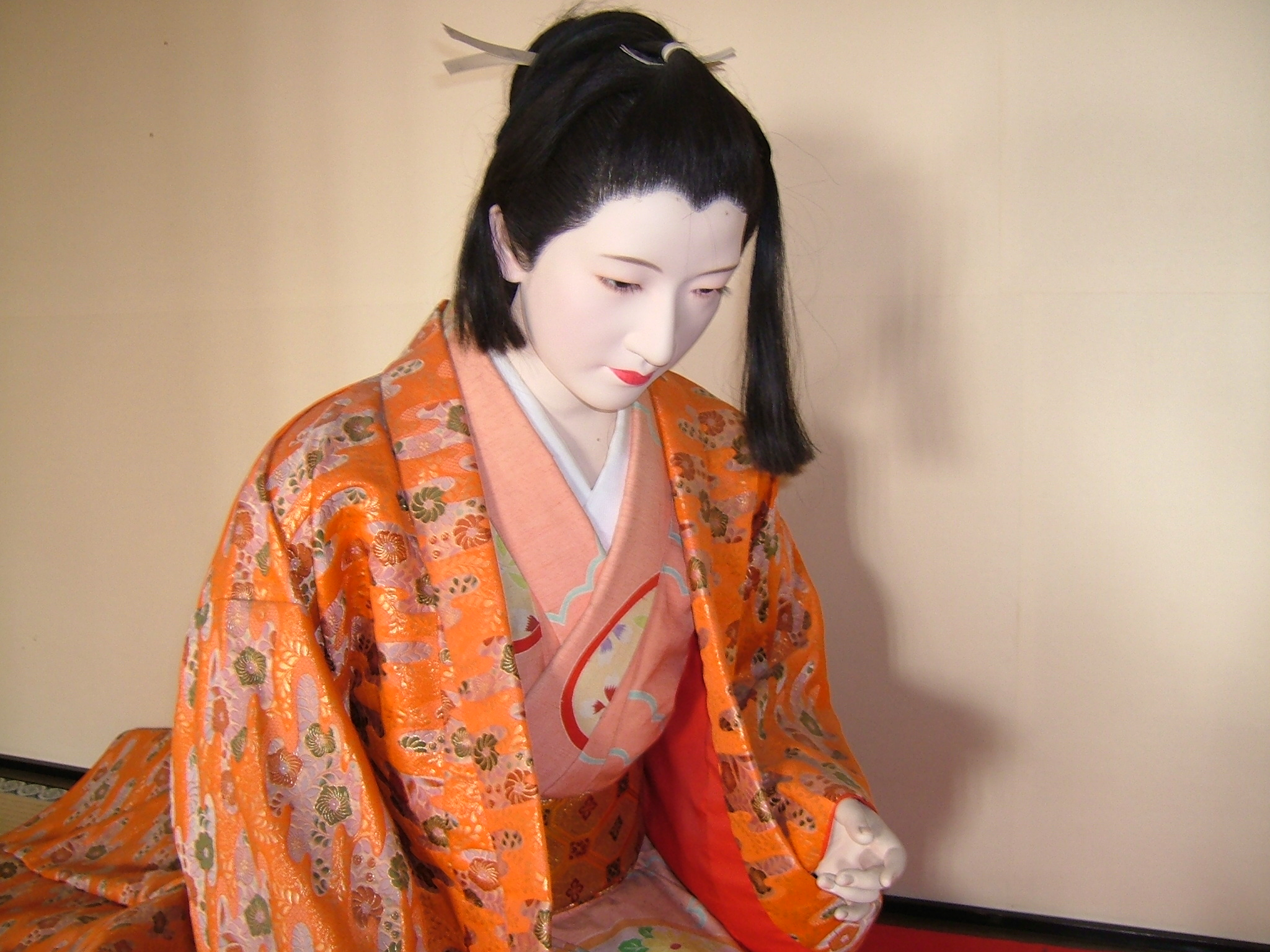
千姬塑像，攝於姬路城。

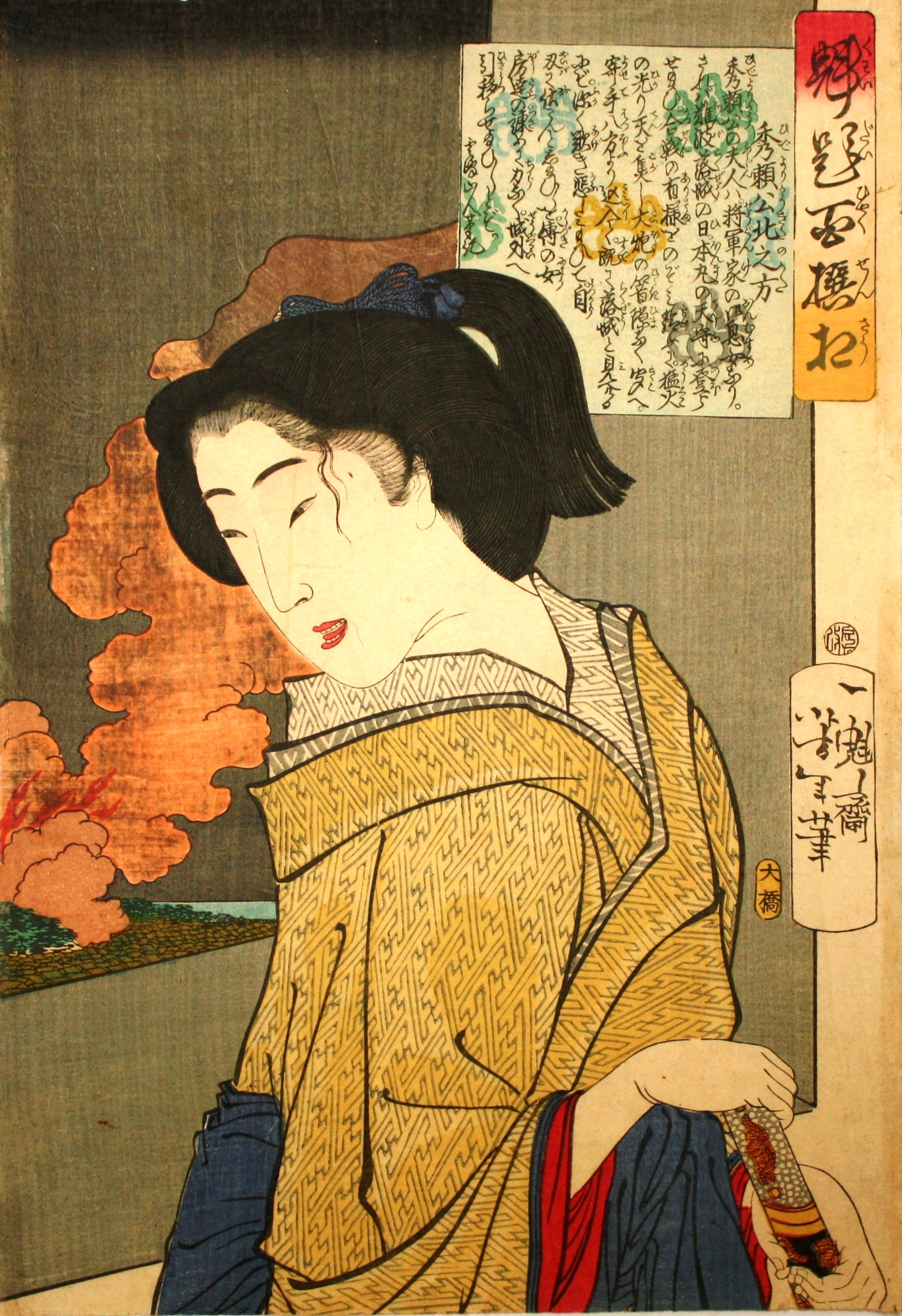
月冈芳年繪。

千姬（1597年5月26日—1666年3月11日），號天樹院，江戶幕府二代將軍德川秀忠長女，母親為秀忠繼室江，生於山城國伏見城。曾為豐臣秀賴與本多忠刻的正室。

## 生平
在她出生第二年，豐臣秀吉過世，依照秀吉的遺願，讓淀夫人所生之子豐臣秀賴與千姬這對表兄妹訂親。關原之戰後的1603年，祖父德川家康由朝廷任命為征夷大將軍，開創江戶幕府，接著便將千姬嫁到大坂城去。
千姬嫁到大坂城十二年，與秀賴之間並無生育，反而秀賴與侍女生下一子一女。1615年的大坂夏之陣時，在大坂城即將要被攻陷之前，千姬由德川家的武將坂崎直盛救出，逃回德川家以後請求長輩饒過秀賴與淀夫人的性命，但是她的心願並沒能達成，秀賴和淀夫人最後雙雙自盡。最後只保住秀賴之女的性命，秀賴的女兒後來以千姬為養母，遭到德川方面強迫出家為尼，號天秀尼。
1616年，德川家康過世，此時千姬已守寡一年，在家人安排下改嫁給本多忠刻為妻。本多忠刻的母親熊姬，是家康長子松平信康之女，因此千姬嫁給忠刻也是一樁親上加親的親事。1617年，本多家由伊勢被改封至姬路，千姬也隨之遷移到姬路城，因此被稱為「播磨姬君」，而幕府也賜她十萬石作為嫁粧。1618年生下長女勝姬，1619年生下長子幸千代。原本這樣的生活應該很幸福，但幸千代卻在1621年時夭折。五年後的1626年五月，只有三十歲的忠刻也亡故了。不幸的事還不止如此，在同一年的六月，忠刻的母親熊姬過世；十一月時，千姬的母親崇源院也過世了。在這一串不幸事件發生後，千姬帶著女兒勝姬回到江戶城，於當年的十二月六日（1627年1月24日）剃髮出家為尼，號天樹院。
千姬出家以後，和勝姬相依為命，她們母女倆被安置在竹田御殿，並且得到了一萬石作為生活費。這時，千姬成為德川家的長老。另外，德川家光對他的千姬姐姐十分敬重， 並且一直給她供養費用及尋求她的建議和忠告。但是在1628年時，勝姬被安排嫁給鳥羽藩主池田光政，從此千姬獨自一人居住在江戶。
1643年會津騷動，會津藩當主加藤明成與其家臣堀主水之間起衝突，主水的妻子逃往東慶寺，卻被加藤明成強行押出。為此天秀尼向千姬提出訴求，請她「在廢除東慶寺寺法或讓加藤家崩潰之間二選一」，千姬知悉後請其弟將軍德川家光處理此事，最後加藤家得到的處罰是由會津四十萬石被大大減封為石見・吉永（石見國吉永藩）一萬石。
1644年時，將軍德川家光的側室阿夏夫人生下一子虎松（德川綱重），但是民間相傳在四十一歲時生的孩子是不祥的，便將虎松交由千姬收養。1666年，千姬在江戶過世，葬在小石川傳通院（位於今天的東京都文京區），法名為「天樹院榮譽源法松山大姊」。

## 傳說
後來有流傳一個叫做「吉田御殿」的故事，以千姬為女主角，描述千姬勾引美男子到御殿以後，不但玩弄他們，最後甚至加以毒殺。這個故事的情節當然是純屬虛構，據說是一些支持同情豐臣家的人對於千姬喪夫後很快就改嫁感到不滿，而編造出這樣的故事。

## 關連項目
- 千姬天滿宮 - 位在兵庫縣姬路市的天滿宮。

## 電影
- 千姬與秀賴

## 外部連結
- 千姬之墓（页面存档备份，存于）（日語）